# Теорема Рімана про умовно збіжний ряд
Теорема Рімана про умовно збіжний ряд — теорема стверджує, що перестановкою членів умовно збіжного ряду можна побудувати ряд, що збігається до якої завгодно суми чи взагалі розходиться. Названа на честь німецького математика Бернгарда Рімана.

## Твердження
Нехай {\displaystyle \sum _{k=0}^{n}u_{k}} — умовно збіжний дійсний числовий ряд.
Для довільного числа {\displaystyle \alpha \in \mathbb {R} \cup \{-\infty ,+\infty \},}
існує перестановка {\displaystyle \sigma } елементів {\displaystyle \mathbb {N} } така що
{\displaystyle \sum _{k=0}^{n}u_{\sigma (k)}=\alpha .}

## Доведення
Позначимо:
{\displaystyle \forall n\in \mathbb {N} ,\ a_{n}=\max(u_{n},0)\quad \quad b_{n}=\min(0,u_{n}).}
Тоді:
{\displaystyle \sum _{k=0}^{n}a_{k}=+\infty \quad \quad \sum _{k=0}^{n}b_{k}=-\infty .\qquad (1)}

### Побудова перестановки
Візьмемо довільне число {\displaystyle \alpha \in \mathbb {R} }.
Побудова перестановки {\displaystyle \sigma } множини {\displaystyle \mathbb {N} } здійснюється наступним чином. Вибирається найменша достатня кількість послідовних додатних членів, щоб часткова сума перевищувала {\displaystyle \alpha \,} (це можливо згідно з (1)). Тоді вибирається найменша достатня кількість послідовних від'ємних членів, щоб часткова сума не перевищувала {\displaystyle \alpha \,} (це можливо згідно з (1)). Продовжуючи цю процедуру до нескінченності, одержуємо перестановку.

### Збіжність
Нехай {\displaystyle \varepsilon >0}. Існує натуральне число {\displaystyle N_{0}\in \mathbb {N} ,} що для всіх {\displaystyle n\in \mathbb {N} },
{\displaystyle n\geq N_{0}\Longrightarrow |u_{n}|<\varepsilon .}
Існує {\displaystyle N_{1}\in \mathbb {N} ,} що для всіх {\displaystyle n\in \mathbb {N} },
{\displaystyle n\geq N_{1}\Longrightarrow |u_{\sigma (n)}|<\varepsilon .}
Наприклад, достатньо взяти {\displaystyle N_{1}=1+\max\{\sigma ^{-1}(0),\sigma ^{-1}(1),\ldots ,\sigma ^{-1}(N_{0})\}}.
Позначимо {\displaystyle N_{2}} найменше число, строго більше {\displaystyle N_{1}} для якого {\displaystyle u_{\sigma (N_{2})}} і {\displaystyle u_{\sigma (N_{2}+1)}} мають протилежні знаки. Тоді виконується
{\displaystyle \left|\alpha -\sum _{k=0}^{N_{2}-1}u_{\sigma (k)}\right|\leq |u_{\sigma (N_{2})}|\leq \varepsilon .}
Для {\displaystyle n\geq 2}, позначимо твердження
{\displaystyle {\mathcal {P}}(n):\left|\alpha -\sum _{k=0}^{n}u_{\sigma (k)}\right|\leq \varepsilon .}
Вище було показано, що твердження {\displaystyle {\mathcal {P}}(N_{2}-1)} є справедливим. Нехай воно справедливе для {\displaystyle n\geq N_{2}-1}. Розглянемо два випадки:
- Перший випадок

{\displaystyle 0<\alpha -\sum _{k=0}^{n}u_{\sigma (k)}\leq \varepsilon .}
Тоді {\displaystyle 0\leq u_{\sigma (n+1)}\leq \varepsilon } і
{\displaystyle \left|\alpha -\sum _{k=0}^{n+1}u_{\sigma (k)}\right|\leq \varepsilon .}
- Другий випадок

{\displaystyle -\varepsilon \leq \alpha -\sum _{k=0}^{n}u_{\sigma (k)}\leq 0.}
Тоді {\displaystyle -\varepsilon \leq u_{\sigma (n+1)}<0} і
{\displaystyle \left|\alpha -\sum _{k=0}^{n+1}u_{\sigma (k)}\right|\leq \varepsilon .}
Застосовуючи математичну індукцію, маємо:
{\displaystyle \forall \varepsilon >0,\ \exists N_{2}\in \mathbb {N} ,\ \forall n\in \mathbb {N} ,\ n\geq N_{2}\Longrightarrow \left|\alpha -\sum _{k=0}^{n}u_{\sigma (k)}\right|\leq \varepsilon ,}
що й доводить твердження.